# Batalla de Winwaed
La batalla de Winwaed (conocida en britano como Maes Gai) se luchó el 15 de noviembre de 655 (o 654 esegún la interpretación que se haga de la cronología) entre Penda de Mercia y Oswiu de Northumbria, concluyendo con la derrota de Mercia y la muerte de su rey.

## Historia
Aunque se dice que esta batalla fue la más importante entre los reinos anglosajones del sur y el norte de Gran Bretaña, los detalles de los que disponemos son muy pocos. Por ejemplo, ambos ejércitos se encontraron a orillas de un río llamado Winwaed, que nunca ha podido ser identificado. Posiblemente era un afluente del río Humber y hay razones para creer que pudiera ser el actual Cock Beck, en el territorio del antiguo reino de Elmet, que discurre por Pendas Fields, Leeds, antes de desembocar en el Wharfe, afluente a su vez del Humber. Otra posible ubicación es el río Went (afluente del río Don, al norte de la actual Doncaster).
El motivo último de la batalla hay que buscarlo en la hegemonía lograda por Penda sobre Inglaterra tras una larga carrera de éxitos militares, especialmente sobre los northumbrianos, anteriores dominadores del país. Con la ayuda de Cadwallon ap Cadfan de Gwynedd, Penda había derrotado y dado muerte a Edwin de Northumbria en Hatfield Chase en 633 y posteriormente a su sucesor, Oswaldo, en Maserfield, en 642. Maserfield señaló el fin definitivo de la supremacía de Northumbria y durante los siguientes años, los mercianos entraron frecuentemente en Bernicia llegando a asediar Bamburgh; Deira, el otro subreino de Northumbria, apoyó a Penda durante su campaña de 655.

## La batalla
Penda, tras reunirse con sus aliados de Estanglia y Gales, reunió un ejército dirigido por "treinta señores de la guerra". Oswiu, que era hermano de Oswaldo pero le había sucedido tan sólo en Bernicia, se encontró rodeado por las fuerzas de Penda en un lugar llamado Iudeu (identificado con Stirling), al norte de su reino. En apariencia, Oswiu estaba lo suficientemente desesperado como para ofrecer a Penda gran parte de su tesoro a cambio de la paz. Aunque las fuentes no son claras, es probable que se llegara a algún acuerdo: aunque Bede afirma que Penda, que estaba decidió a destruir a Oswiu y sus seguidores "desde el más alto al más bajo", rechazó las propuestas de Oswiu, menciona que Ecgfrith, hijo de Oswiu, era rehén de los mercianos, quizá como garantía del acuerdo. La Historia Brittonum contradice las afirmaciones de Beda acerca del tesoro, afirmando que Penda lo distribuyó entre sus aliados, lo que significaría que el trato se había aceptado. Los eventos registrados pueden interpretarse como que Penda y los suyos iniciaron el regreso; pero, por alguna razón, ambos ejércitos se enfrentaron en un lugar llamado río Winwaed. Breeze (2004) afirma que Penda y su ejército se habrían encontrado en una posición estratégicamente desfavoable en el Went durante su retirada, dando a Oswiu una buena oportunidad para atacar. Es casi seguro que el pequeño (perparvus, según Bede) contingente de fuerzas northumbrianas era superado en número ampliamente por los mercianos y sus aliados. Según Bede, antes de la batalla, Oswiu rezó a Dios, al que prometió hacer monja a su hija y la concesión de doce propiedades para la construcción de monasterios.
El ejército de Penda quedó debilitado por las deserciones. Según la Historia Brittonum, el aliado de Penda, Cadafael ap Cynfeddw de Gwynedd, e abandonó junto con su ejército, y Bede dice que Etelwaldo de Deira se retiró de la batalla para esperar el resultado en un lugar seguro. Penda fue totalmente derrotado y tanto él como su aliado Aethelhere, esultaron muertos junto con treinta jefes de tropa (duces regii). La batalla se libró junto al río en medio de fuertes lluvias, y Bede dice que "murieron muchos más ahogados en la huida que destruidos por la espada". Bede menciona que Penda fue decapitado. Enrique de Huntingdon, escribiendo en el siglo XII, amplió la versión de Bede incluyendo intervenciones sobrenaturales, y remarcando que Penda, al morir violentamente sobre el campo de batalla, estaba sufriendo el mismo destino que él había infligido a otros durante su agresivo gobierno.

## Consecuencias
La batalla tuvo un impacto considerable sobre las posiciones relativas de Northumbria y Mercia. La posición dominante de Mercia, lograda tras la batalla de Maserfield quedó destruida, restaurándose el poderío de Northumbria. La misma Mercia quedó dividida; el norte fue ocupado por Oswiu, mientras que el sur fue entregado a Peada, el hijo cristiano de Penda, emparentado con la línea real de Bernicia. Sin embargo, al cabo de unos años, la hegemonía northumbriana fue destruida.
Significativamente, la batalla marcó el fin efectivo del paganismo anglosajón; Charles Plummer, en 1896, la describió como "decisiva para el destino religioso de los Ingleses". Penda se había mantenido pagano pese a la conversión masiva  al cristianismo de los monarcas anglosajones, y varios de esos reyes cristianos habían muerto a manos suyas; tras su muerte, Mercia fue convertida y todos los reyes que gobernarían después (incluyendo sus hijos Peada, Wulfhere y Ethelredo) fueron cristianos.